# Let L-610
Let L-610 je dopravní a transportní letoun, určený pro regionální dopravu. Jedná se o hornoplošný, samonosný jednoplošník. Byl to největší dopravní letoun zkonstruovaný v Československu a zároveň také první s přetlakovou kabinou a integrálními palivovými nádržemi. Původně byl Let L-610 navržený s motory Walter M602 a s pětilistou vrtulí Avia V518. V takovéto konfiguraci létal ve variantě L-610M. V pozdější variantě L-610G létal také s motory General Electric CT-7-9D a čtyřlistou vrtulí HS 14 RF-23.

## Historie

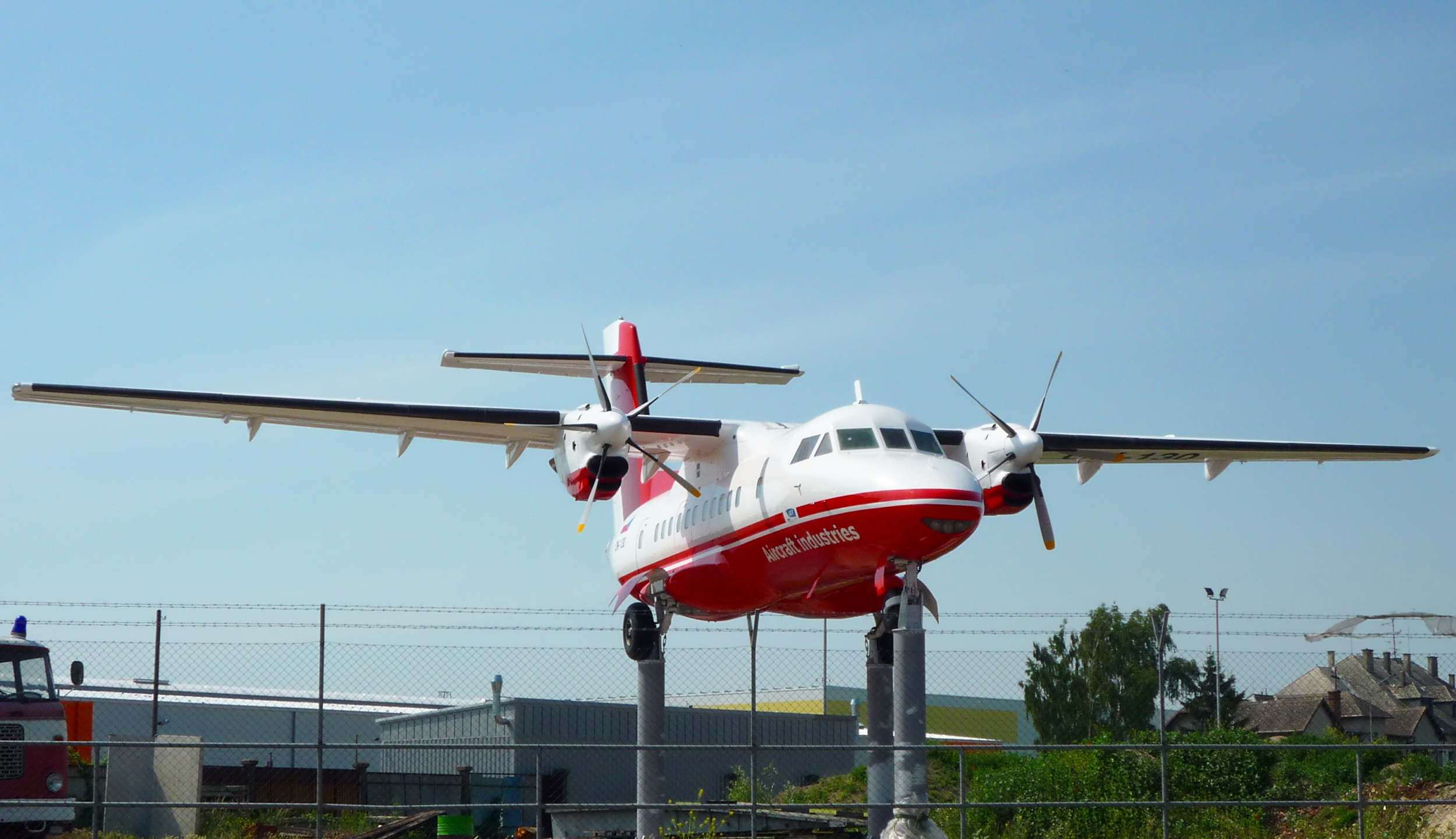
L-610M X01 ve Starém Městě

Vývoj letounu L-610 pro až 40 osob byl zahájen na specifickou objednávku Sovětského svazu. L-610 měl nahradit sovětský Antonov An-24. L-610 koncepčně vycházel z menšího, dodnes  vyráběného, letounu Let L-410 Turbolet pro 19 osob. Stejně jako L-410 měl být i L-610 schopen přistávat a vzlétat z minimálně upravených ploch, což nepříznivě ovlivnilo jeho konstrukci. První maketa L-610 byla představena v roce 1981 jako dvoumotorová varianta. Předpoklad obtíží s vývojem nových motorů Walter M602 vedl ruskou stranu k požadavku vývoje čtyřmotorové verze s osvědčenými motory Walter M601 používanými v L-410. V roce 1985 ale tuto variantu zamítla. Konstrukční práce na ní byly zbytečné a dále se pokračovalo pouze na vývoji dvoumotorové verze.
Vzlet byl plánován na polovinu roku 1987, ale byl vykonán až 28. prosince 1988. Parametrově konkurenční letoun ATR-42 měl typové osvědčení vydané již roku 1985 a v době prvního vzletu L-610 byl již v provozu na pravidelných linkách.
Do poloviny roku 1990 byly vytvořeny tři létající prototypy a dva prototypy na zkoušky. S blížícím se rozpadem RVHP a ztrátou odbytu na specifických trzích, pro které byl L-610 zejména vyvíjen (prodej i na státní půjčky státům, které je nebyly schopny splácet a které často ani neměly pořádně upravené plochy pro vzlet a přistání), se po politickém uvolnění roku 1990 začalo jednat se společností GE (která převzala výrobu motorů M-601) o zástavbě západních motorů. Další dva prototypy vznikly roku 1992 jako L-610G s výrobním číslem 920102 a roku 1997 s výrobním číslem 970310. Z tohoto důvodu se změnilo označení letounů s českým motorem M602 na L-610M. Po změně vlastníka výrobce se na verzi letounu L-610G používalo od listopadu 1999 také označení Ayres 7000.
Prototyp X-05 byl testován československým a později až do roku 1994 českým letectvem, ale k zařazení do výzbroje nedošlo.
Ukončení certifikace letounů L-610M se v roce 1992 očekávalo již rokem 1994 a dodání prvním zákazníkům začátkem roku 1995. Certifikace typu L-610G se v roce 1995 očekávala již roku 1997 a druhý prototyp odpovídal požadavkům amerického předpisu FAR 25 a byl přiveden do vzduchu s poznávací značkou OK-CZD v květnu roku 1997. Byl to šestý létající letoun L-610 a zároveň poslední v řadě.
Po několikerém krachu nových majitelů Let Kunovice se po konkurzu v roce 2004 nový majitel rozhodl pouze pro pokračování výroby letounu L-410 a v projektu L-610 nepokračovat. Tím byl tento nový a již také přes 15 let starý letoun odepsán. Letoun nikdy nedokončil proces certifikace. V roce 2006 došlo k odepsání a zničení výrobních přípravků a rozpracovaných letounů. Naštěstí jeden další trup se podařilo zachránit pro Kunovické letecké muzeum, jeden slouží pro kunovické místní hasiče a jeden je vystaven na podstavci ve Starém městě (Kovosteel recykling). Tím se dá počet letounů rozšířit na deset kusů.
V roce 2017 se objevila informace, že ruský vlastník plánuje obnovení projektu L-610 nejspíše ve Sverdlovské oblasti. Konstrukce měla být téměř stejná jako původní L-610 pouze se odlišovala použitím východní verzí přístrojů a zabudováním motorů z Il-16 (závěsy motoru byly téměř podobné). Konstrukce letounu se plánovala na 2 části, Aircraft Industries a.s. v Kunovicích měla vyrábět křídla s centrální nádrží, dále pak směrové a výškové ocasní části a UZGA pak čekala výroba draku letounu a podvozkových součástí. Objevila se i informace že původní výkresy L-610 společnosti LET a.s. Kunovice, byly přeloženy do ruštiny a byly odeslány do Ruska. Bohužel časem informace o oživení projektu utichly a projekt se tak stále nerealizoval.
Prototyp L-610G (přejmenován jako jediný prototyp na Ayres 7000), pro firmu Ayres (v roce 2015 firma zrušena; je tam malé letiště), která s letadlem přeletěla v červnu 2000 na předvádění do USA. Prototyp stál v roce 2018 ve zuboženém stavu na letišti Southwest Georgia Regional Airport, kde sídlila zkrachovalá firma Ayres. V témže roce byl chátrající letoun L-610G (Ayres 7000) použit jako maketa pro výcvik hasičů – požár letounu, kde zasahovala místní letištní hasičská jednotka a letoun byl požárem zničen.

### Oživení projektu
Záměr oživit projekt letounu L-610G potvrdil v září 2019 ruský ministr průmyslu a obchodu Denis Manturov. Vývoj a výrobu jeho přepracovaného ruského derivátu má zaštítit Uralský závod civilního letectví (UZGA) v Jekatěrinburgu, který vyrábí L-410. První kus má být vyroben v roce 2023. Letoun nese označení UZGA TVRS-44. Na mezinárodním leteckém veletrhu MAKS 2019 objednaly ruské Polární aerolinie 10 těchto letadel.

## Varianty
- L-610 později označován jako L-610M s motory Walter M602
- L-610G označován také jako Ayres 7000 s motory General Electric CT7-9D
- L-610MPA verze pro protiponorkový boj vycházející z L-610G, pouze plánovaná[7]

## Specifikace (L-610)

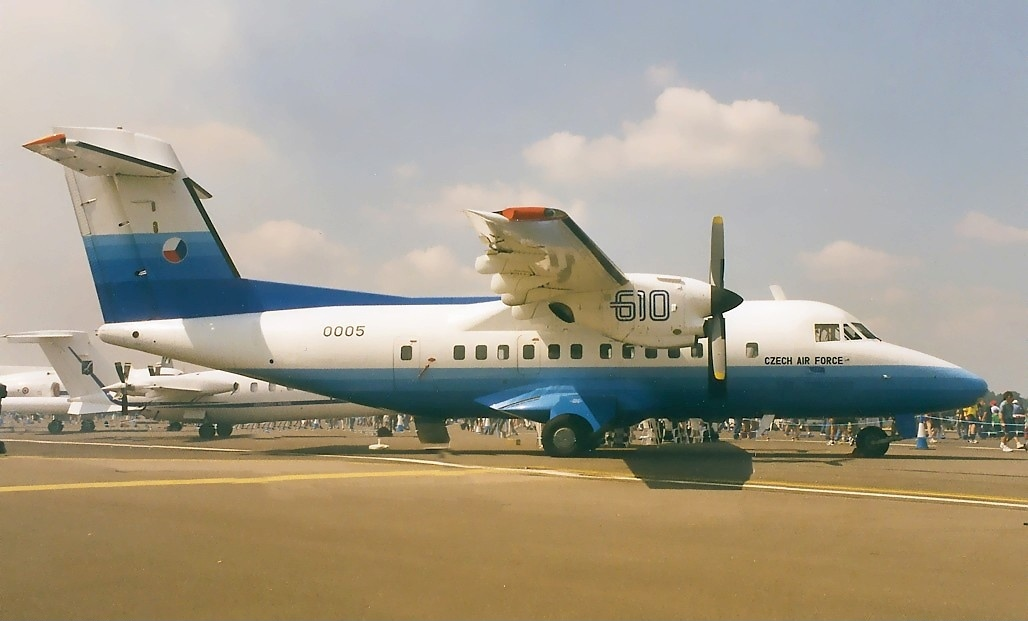
Prototyp letounu Let L-610M

### Technické údaje
- Posádka: 2
- Kapacita: 40 cestujících nebo 1 šest nákladních leteckých kontejnerů
- Délka: 21.72 m (72 ft 3 in)[8][9]
- Rozpětí: 25.60 m (84 ft)
- Výška: 8.19 m (27 ft 10 in)
- Nosná plocha: 56 m²
- Hmotnost (prázdný): 9 000-9 230 kg u L-610M a 9 730 u L-610G
- Maximální vzletová hmotnost: 14 500 kg
- Pohonná jednotka: 2× turbovrtulový motor Walter M602, každý o výkonu 1360 kW s vrtulemi Avia V518 u L-610M
- Pohonná jednotka: 2× turbovrtulový motor General Electric CT7-9D, každý o výkonu 1446 kW s vrtulemi Hamilton Standard HS 14 RF-23 u L-610G

### Výkony
- Maximální rychlost Vmo: 490 km/h (265 knots, 305 mph)
- Cestovní rychlost: 438 km/h (236 knots, 272 mph)
- Dolet: 2 440 km
- Dostup: 8 950 m
- Stoupavost: 510 m/min (120 m/min na jeden motor)

## Přehled prototypů
L-610M:

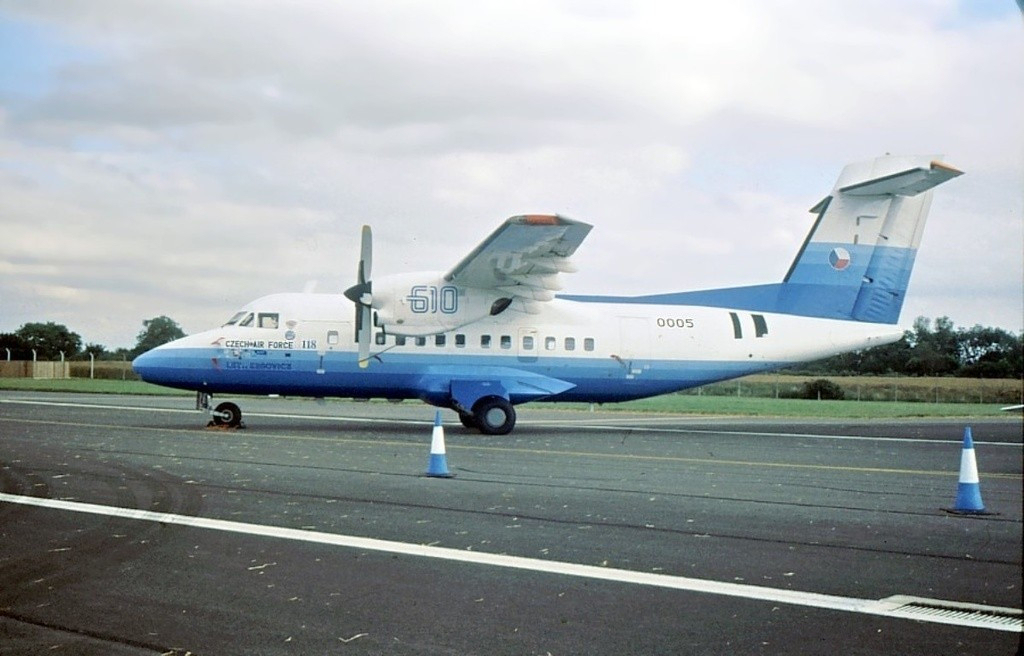
Let L-610M

- X01 OK-130, zálet 28.12.1988 Frant. Srnec, Stanislav Sklenář

Od 3.6.1989 OK-TZB, OLZ č. 4307, č.exponátu Paris Airshow 293
Od poč.července 1989 zase jako OK-130
Poslední přistání v Kunovicích OK-130 26.5.1993 15.12 UTC posádka Stanislav Sklenář, Ing. Jiří Nečas
- X02 Lámací zkouška VZLÚ

- X03 OK-132, zálet 8.9.1989 Stanislav Sklenář, Ing.Miroslav Srnec

Letoun v prosinci 1989 předán do zkoušek VZLÚ, ale v průběhu 1.čtvrtletí bude tímto strojem VZLÚ létat v Kunovicích kvůli urychlení event.oprav
V roce 1995 přelétnut do Kunovic v souvislosti s ukončením programu L-610M
Od srpna 1996 jako OK-UZB létá v Kunovicích tenzometrická měření pro program L-610G
Poslední přistání v Kunovicích OK-UZB 23.10.1997 Stanislav Sklenář, Miloslav Tošovský 08.15 UTC
- X04 Únavová zkouška

- X05 OK-134, zálet 8.3.1990 Ing.Miroslav Srnec, Miloslav Tošovský

Srpen 1992 jako OK-VZC Air Show Moskva
Od konce června 1993 ev.č. 0005, dále v provozu Kbely – vojskové zkoušky
Poslední přistání 0005 Kbely – Kunovice, pořadová 4202, Old.Pelčák, Mikšík
- 910101 OK-136 zálet Ing.Vladimír Vlk, Stanislav Sklenář

Navigace Collins, „skleněná”
Od 11.6.1991 jako OK-WZA Ing.Vladimír Vlk, Stanislav Sklenář Kunovice – Vodochody, předvedení premiérovi Čalfovi a pak odlet na Paris Air Show
25.6.1991 Le Bourget - Kunovice, přistání 12.56 UTC
28.6.1991 jako OK-136 Jaromír Novák, Ing. Miroslav Srnec Kunovice – Kbely – Kunovice, tedy poslední přistání v Kunovicích 13.04 UTC
L-610G:

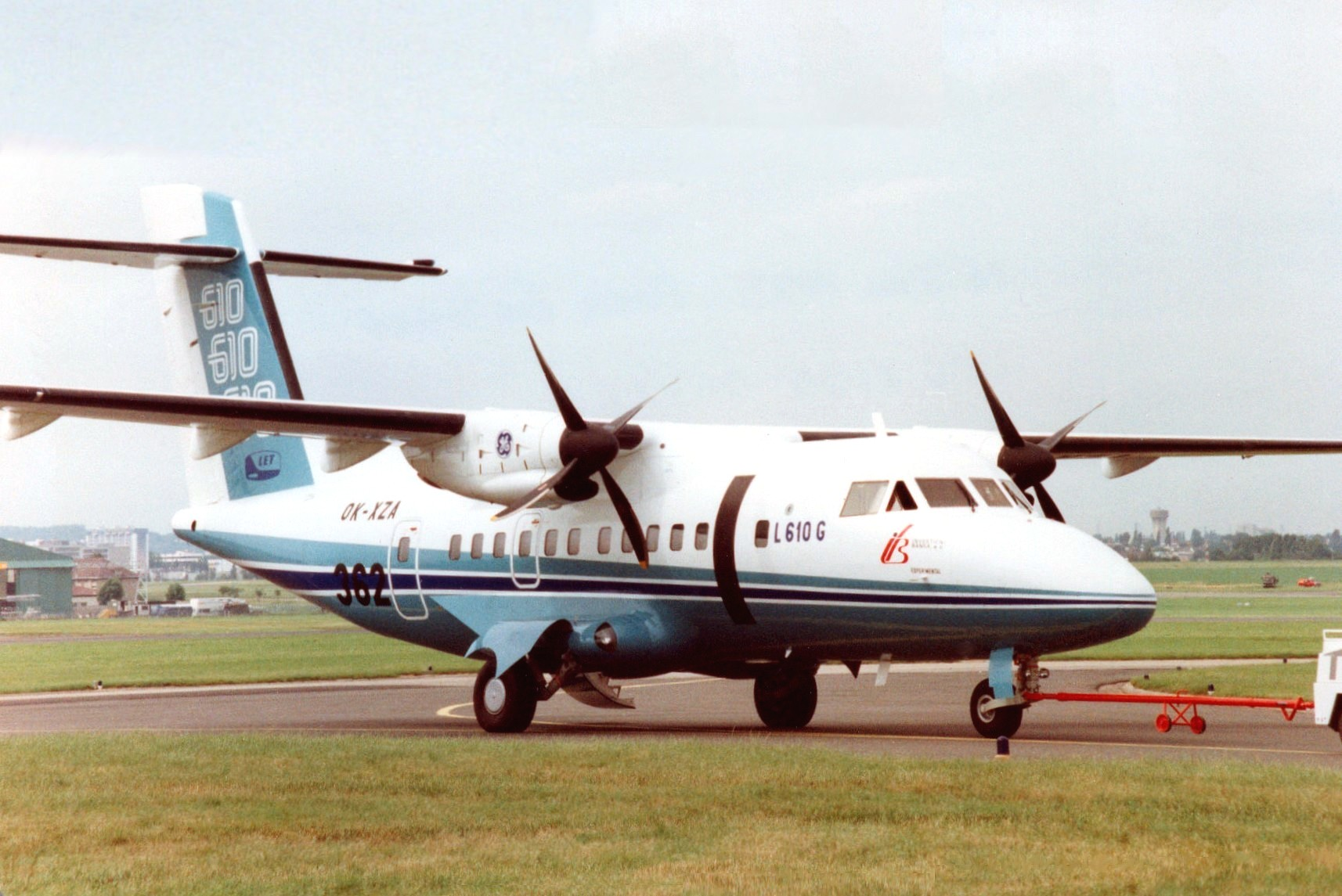
L-610G OK-XZA na pařížském aerosalonu 1993

- 920102 OK-136, zálet 18.12.1992 Ing. Vladimír Vlk, Ing.Miroslav Srnec

8. června 1993 jako OK-XZA Kunovice – Le Bourget Paris Air Show, posádka Ing. Miroslav Srnec, Ing. Jiří Nečas
Poslední let v Kunovicích OK-XZA 18.12.1997 Stanislav Sklenář, Miloslav Tošovský
- 970301 OK-CZD, zálet 13.5.1997 Stanislav Sklenář, Jaromír Novák

Poslední let 24.6.2000 Miami-Tamiami (KTMB) – Albany (KABY), Posádka Stanislav Sklenář, Jaromír Novák, přistání 21.40 UTC.